# Acrochordomerus mediterraneus
Acrochordomerus mediterraneus är en tvåvingeart som beskrevs av Kovar och Hradsky 1995. Acrochordomerus mediterraneus ingår i släktet Acrochordomerus och familjen rovflugor.
Artens utbredningsområde är Turkiet. Inga underarter finns listade i Catalogue of Life.